# 郡 (君津市)
郡（こおり）は、千葉県君津市の地名。現行行政地名は郡1丁目から3丁目および大字郡。郵便番号は299-1127。

## 地理
市内西部、小糸川支流の江川・郡川流域に位置する。地内北部は宅地化が進んでいるが、南部は水田と山林が広がっている。
北で常代、東で浜子・小山野、南で富津市上、西で富津市一色・小香・新御堂・杉谷とそれぞれ接する（特記ないものは君津市）。

### 河川
- 江川
- 郡川

### 湖沼
- 郡貯水池

## 歴史
かつては氷とも表記された。戦国時代に「氷郷」の名が見える。

### 地名の由来
律令時代に当地に郡家がおかれたことに由来するとされる。

### 沿革
- 江戸時代 - 周淮郡郡村成立。当初は清水家と旗本玉虫氏・水野氏の相給、のち幕府と旗本両氏の相給。
- 1873年（明治6年） - 郡村、千葉県に所属。
- 1889年（明治22年）4月1日 - 町村制施行により周淮郡貞元村大字郡となる。
- 1897年（明治30年）4月1日 - 貞元村、郡統合により君津郡所属となる。
- 1954年（昭和29年）3月31日 - 貞元村と君津町（初代）・周南村が合併し君津郡君津町（2代目）が成立、同町の大字となる。
- 1971年（昭和46年）9月1日 - 君津町が市制施行し、君津市となる。
- 1972年（昭和47年）12月10日 - 郡ダム完成[4]。
- 2001年（平成13年）12月1日 - 北部の一部で住居表示を実施[4]、郡1丁目-3丁目成立。

## 統計
|         | 世帯数 | 人口  | 地図                               |
| ------- | ------ | ----- | ---------------------------------- |
| 郡      | 71     | 163   | 北緯35度17分48秒 東経139度54分30秒 |
| 郡1丁目 | 445    | 1,137 | 北緯35度18分30秒 東経139度54分56秒 |
| 郡2丁目 | 247    | 683   | 北緯35度18分22秒 東経139度54分52秒 |
| 郡3丁目 | 168    | 434   | 北緯35度18分19秒 東経139度55分4秒  |
| 計      | 931    | 2,417 |                                    |

1. ↑  “平成29年君津市人口”.   君津市 (2017年11月8日). 2017年11月20日閲覧。
2. ↑  単位：世帯
3. ↑  単位：人

## 小・中学校の学区
市立小・中学校に通う場合、学区は以下の通りとなる。
| 大字・丁目 | 番地 | 小学校             | 中学校             |
| ---------- | ---- | ------------------ | ------------------ |
| 郡         | 全域 | 君津市立貞元小学校 | 君津市立君津中学校 |
| 郡1丁目    | 全域 | 君津市立貞元小学校 | 君津市立君津中学校 |
| 郡2丁目    | 全域 | 君津市立貞元小学校 | 君津市立君津中学校 |
| 郡3丁目    | 全域 | 君津市立貞元小学校 | 君津市立君津中学校 |

## 交通

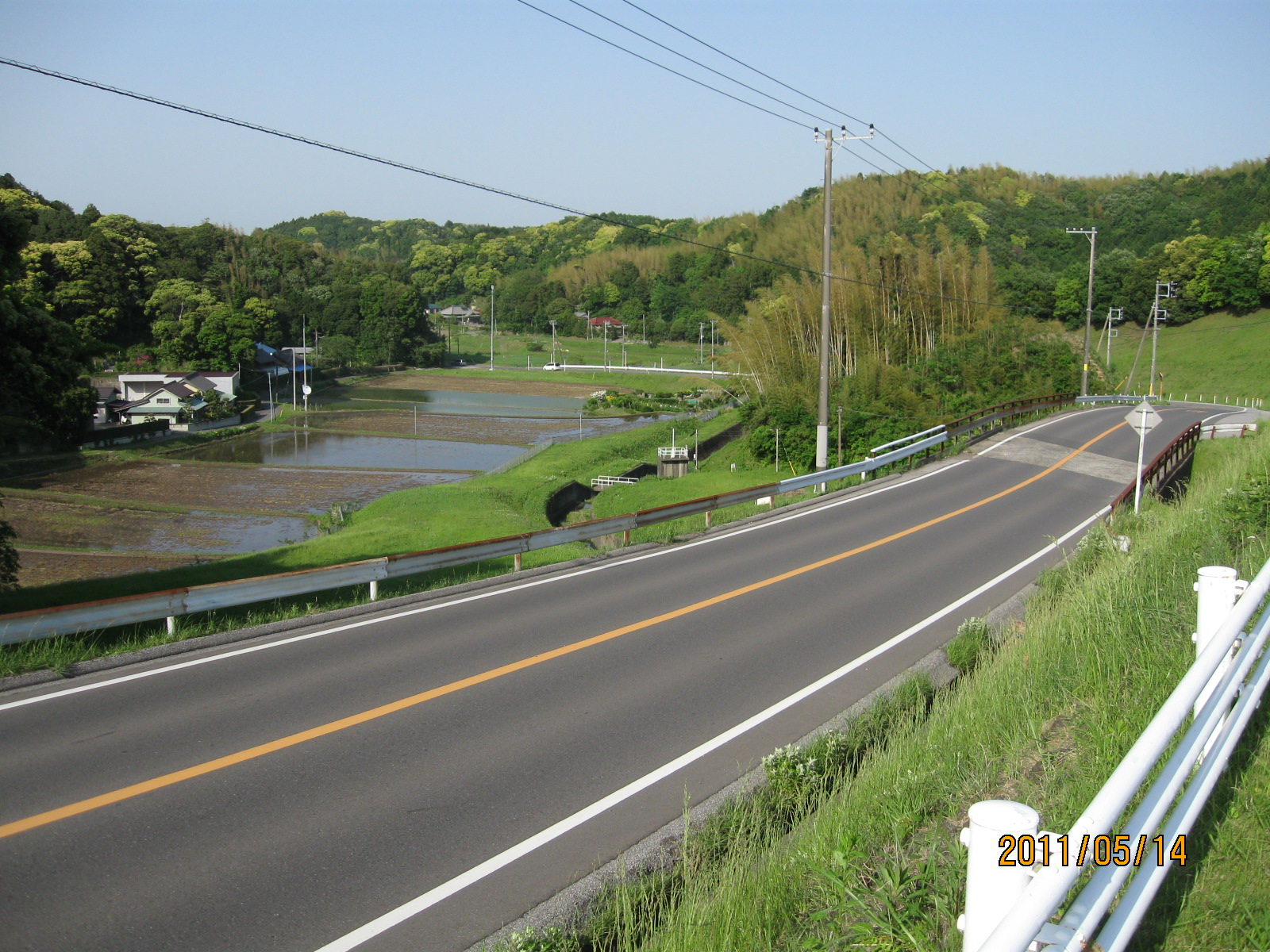
千葉県道298号絹郡線

地内を通る鉄道路線はない。最寄駅は内房線君津駅。

### バス
- 君津市コミュニティバス
  - 小糸川循環線 君津グラウンドゴルフ場 - 常代5丁目 - 郡の杜 - 君津駅南口 - 君津市役所 - 君津バスターミナル - 常代5丁目 - 君津グラウンドゴルフ場（循環ルート）

2012年（平成24年）12月16日のルート変更により地内を通過するようになった。

### 道路
国道
- 国道127号

一般県道
- 千葉県道298号絹郡線

## 施設
郡
- 郡ダム
- 正福寺

郡1丁目
- 塚田公園[6]

郡2丁目
- 春日神社
- つばさ保育園
- 上大橋公園[6]

公立小学校の学区は全域で君津市立貞元小学校、公立中学校は君津市立君津中学校。